# 12 Samodzielny Batalion Piechoty Zmotoryzowanej (Ukraina)
12 Samodzielny Batalion Piechoty Zmotoryzowanej „Kijów” – batalion Wojsk Lądowych Ukrainy, podporządkowany 26 Brygadzie Artylerii. Jako batalion obrony terytorialnej brał udział w konflikcie na wschodniej Ukrainie. Batalion stacjonuje w Berdyczowie w obwodzie żytomierskim.

## Wykorzystanie bojowe
Batalion wysłano do strefy walk na wschodzie Ukrainy 10 czerwca 2014 roku. W nocy z 13 na 14 czerwca Kijów zajął pozycję pod Ługańskiem. 22 lipca żołnierze batalionu zostali ostrzelani z wyrzutni rakietowych w rejonie wsi Metałist w obwodzie donieckim, w wyniku czego siedmiu odniosło rany, w tym jeden śmiertelne. 22 sierpnia pododdział batalionu został ostrzelany przez wrogie czołgi w Ługańsku. Dwóch żołnierzy zginęło, a sześciu zostało rannych. W nocy z 3 na 4 września ostrzelano obóz Kijowa we wsi Dmytriwka z systemów Smiercz. Po ostrzale batalion opuścił Dmytriwkę i zmienił pozycję. Zastępca dowódcy batalionu podał później, że zniszczeniu uległa część sprzętu oraz trzy z pięciu transporterów opancerzonych. W kolejnym komunikacie podał, iż utracono też część dokumentacji i pomocy od wolontariuszy, w tym mundury zimowe. W dniach 17-18 września batalionowi udało się utrzymać swoje pozycje pod Ługańskiem, które zostały zaatakowane. W wyniku ostrzału z dwóch stron, jeden z jego żołnierzy zginął, a kilku zostało rannych. Na dzień 25 października żołnierze Kijowa pełnili służbę na dwunastu różnych punktach kontrolnych w obwodzie ługańskim. W listopadzie 2014 roku żołnierze batalionu nie przepuścili zmierzających w kierunku Ługańska ciężarówek i autobusów, które ich zdaniem miały zaopatrzyć separatystów w m.in. amunicję. 3 grudnia dwustu żołnierzy batalionu przeniesiono ze strefy walk do 169 Centrum Szkoleniowego Sił Zbrojnych Ukrainy w Deśnie, a 6 grudnia batalion powrócił do ówczesnego miejsca stałej dyslokacji – Kijowa.